# Сьорняйнен (метростанция)
Вижте пояснителната страница за други значения на Сьорняйнен.
Метростанция „Сьорняйнен“ (на фински: Sörnäinen; на шведски: Sörnäs) е станция, част от Хелзинкското метро. Тази станция обслужва централния хелзинкски квартал Сьорняйнен и Калио. В посока изток станция „Сьорняйнен“ е последната станция, която се намира под земята – източната част на хелзинкското метро е основно надземна. Част от линията Вуосаари също е подземна.
Станцията е отворена на 1 септември 1984 година. Проектирана е от Jouko Kontio и Seppo Kilpiä. Намира се на 0.9 км от метростанция Хаканиеми и на 1.1 км от метростанция Каласатама. Станцията е разположена на 25 метра под земята (3 метра под морското равнище).

## Транспорт
На метростанцията може да се направи връзка с:
- трамваи с номера: 6, 7A, 7B, 8.
- автобуси с номера: 22, 55, 55A, 55AK, 55K, 62, 64, 64N, 65A, 65N, 66, 66A, 67, 67X, 68X, 70, 70V, 71, 71V, 72, 73, 73N, 74, 74N, 75, 77, 516, 611, 611N, 611Z, 613, 613K, 613N, 615, 615T, 615TK, 615V, 615VK, 620N, 620NK, 623, 623Z, 632, 633, 633A, 633K, 633N, 635, 650, 650A, 651, 651A, 652, 652A, 730, 730P, 731, 731N, 732, 734, 738, 738K, 740, 741, 741K, 741N, 742.

- Вестибюлът на метростанция „Сьорняйнен“
- Перонът на метростанция „Сьорняйнен“
- Входът към подлеза на метростанцията

|  | Тази страница частично или изцяло представлява превод на страницата Sörnäinen metro station в Уикипедия на английски. Оригиналният текст, както и този превод, са защитени от Лиценза „Криейтив Комънс – Признание – Споделяне на споделеното“, а за съдържание, създадено преди юни 2009 година – от Лиценза за свободна документация на ГНУ. Прегледайте историята на редакциите на оригиналната страница, както и на преводната страница, за да видите списъка на съавторите. ВАЖНО: Този шаблон се отнася единствено до авторските права върху съдържанието на статията. Добавянето му не отменя изискването да се посочват конкретни източници на твърденията, които да бъдат благонадеждни. |